# Halo opisane

(1) halo 22°, (2) słońce poboczne, (3) słup słoneczny, (4) krąg parheliczny, (5) łuk okołozenitalny, (6) halo opisane, (7) halo 46°, (8) podsłońce.

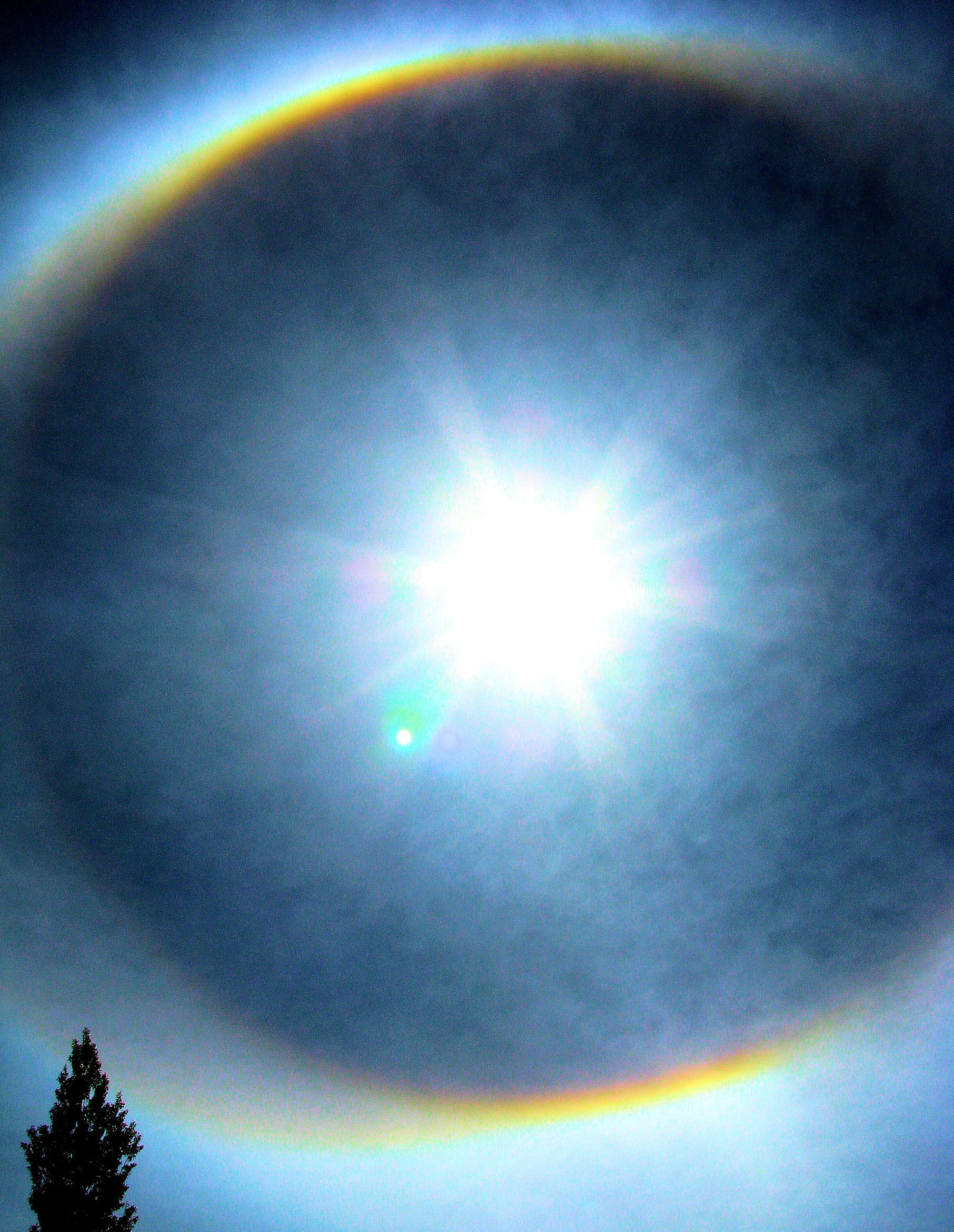
Halo 22° oraz, szczególnie dobrze widoczne z lewej u dołu, halo opisane.

Halo opisane (ang. circumscribed halo) – halo w postaci jasnego zniekształconego owalu opisującego halo 22°. Przy równomiernym rozłożeniu kryształów lodu w atmosferze, halo opisane jest najjaśniejsze na dole i górze, a słabsze z boków.
Kształt halo opisanego zależy od wysokości słońca. Im wysokość słońca jest mniejsza tym bardziej boki halo opisanego oddalają się od halo 22°. Gdy wysokość słońca stanowi kąt mniejszy niż 29° do 32°, halo opisane rozdziela się na górny łuk styczny i dolny łuk styczny. Gdy słońce jest powyżej 50° nad horyzontem halo opisane jest bliskie halo 22°, słabe z boków, praktycznie obserwuje się tylko jaśniejsze halo 22° u dołu i góry. Powyżej 70° niemożliwe jest do odróżnienia od halo 22°.
Halo opisane powstaje przez załamanie światła w kryształach kolumnowych ułożonych poziomo, przechodząc przez powierzchnie kryształu ustawione do siebie pod kątem 60°, podczas gdy za halo 22° odpowiadają także kryształy nie ułożone poziomo.
Na przecięciu halo opisanego i kręgu parhelicznego powstają słońca poboczne.